# Mahazina Ambohipierenana
Mahazina Ambohipierenana is een plaats en commune in het centrum van Madagaskar, behorend tot het district Ambositra, dat gelegen is in de regio Amoron'i Mania. Tijdens een volkstelling in 2001 telde de plaats 4.554 inwoners.
De plaats biedt enkel lager onderwijs aan. 97,9 % van de bevolking werkt als landbouwer en 2 % houdt zich bezig met veeteelt. Het belangrijkste landbouwproduct is rijst; andere belangrijke producten zijn pinda's, bonen, mais en maniok. Verder is 0,1% actief in de dienstensector.